# Переміщення населення
Переміщення населення (англ. Population transfer) — вид масової міграції, часто спричинений державною політикою або міжнародними рішеннями, здебільшого на основі етнічної чи релігійної приналежності, а також через економічний розвиток. Вигнання є подібним процесом, але застосовується до окремих осіб і груп. Переміщення населення відрізняється від індивідуально мотивованої міграції, але під час війни втеча від небезпеки чи голоду часто розмиває ці відмінності. Депортація є одним із основних видів переміщення населення, її ключовою рисою є каральний характер переміщення.
Часто населення переселяють насильно у віддалений регіон, який може не підходити його попередньому стилю життя, що завдає йому суттєвої шкоди. Крім того, процес передбачає втрату нерухомого майна та значної кількості рухомого майна через поспіх переселення. Таке переміщення може бути мотивоване бажанням сильнішої сторони використовувати цю землю іншим чином або, рідше, катастрофічними екологічними чи економічними умовами, що вимагають переселення.
Перші відомі переміщення населення датуються Стародавньою Ассирією в 13 ст. до н. е., при цьому примусове переселення було особливо поширеним під час Новоассирійської імперії. Найбільше переміщення населення в історії відбулося під час розділення Індії в 1947 році, воно охопило до 12 мільйонів людей у провінції Пенджаб і загалом до 20 мільйонів людей по всій Британській Індії; другим за величиною були гоніння на німців після Другої світової війни, внаслідок чого було переселено понад 12 мільйонів людей. До переміщення населення часто вдавався СРСР за правління Сталіна, зокрема на території України: депортація українців з Польщі 1946 року (спільно з владою ПНР), депортація кримських татар 1944 року, депортація поляків 1944—1946 років. Під час російського вторгнення 2022-23 років Росія проводить депортацію українців з окупованих територій. Приклади переміщення населення через економічний розвиток — виселення сіл навколо Дніпра для будівництва водосховищ. 

## Обмін населенням
Обмін населенням (англ. Population exchange) є видом переміщення населення, за якого рух населення відбувається приблизно в той самий час у протилежних напрямках. Хоча в теорії обмін не є примусовим, в реальності принаймні половину «обміну» зазвичай диктує сильніший або багатший учасник. Такі обміни кілька разів відбувалися в 20 столітті:
- Розділ Британської Індії
- Греко-турецький обмін населенням 1923
- виселення українців з Польщі до УРСР та поляків з УРСР до Польщі
- Крайовський мирний договір між Румунією та Болгарією 1940 року